# Tổng tuyển cử Ấn Độ 2009
Cuộc tổng tuyển cử ở Ấn Độ năm 2009 bao gồm 5 giai đoạn kéo dài hàng tháng trời vào ngày 16/4, 22/4, 23/4, 30/4, 7/5 và 13/5. Đây là cuộc tổng tuyển cử lần thứ 15 của đất nước đông dân thứ hai trên thế giới là một sự kiện quan trọng với tầm ảnh hưởng quốc tế bất chấp kết quả của cuộc bầu cử có thuộc về phe phái nào. Kết quả sẽ được công bố chỉ 1 lần vào ngày 16/5. Quốc hội mới sẽ phải được thành lập trước ngày 2/6, 2009.

## Vai trò quan trọng của Ấn Độ đối với toàn cầu
Ấn Độ đã vươn lên trở thành một trong những cường quốc của thế giới trong thập kỷ 2000. Ấn Độ là nước có sức mạnh ảnh hưởng tiềm ẩn đối với tương lai của nhiều nước và châu lục trong đó có Mỹ, châu Âu và nhiều khu vực khác. Với dân số khoảng 1,1 tỷ người, việc Ấn Độ sẽ trở thành nước có nền kinh tế lớn thứ 2 thế giới cho tới năm 2050 không phải là chuyện gì đó mới lạ. Cuộc khủng hoảng kinh tế toàn cầu lúc bấy giờ đã mang đến những thay đổi không ngờ. Các thành phần kinh tế truyền thống của Ấn Độ hầu như không bị ảnh hưởng bởi cuộc khủng hoảng lúc này. Cũng nhờ vào khủng hoảng kinh tế mà những chiếc xe ô-tô giá rẻ của Ấn Độ, trị giá từ 2.000 Mỹ kim/1 chiếc thực sự đã là một cuộc cách mạng. Đây có thể sẽ là cuộc cách mạng đầu tiên chứ không phải cuộc cách mạng cuối cùng tại Ấn Độ.
Hơn thế nữa, Afghanistan và Pakistan cùng với toàn bộ vấn đề khu vực được coi là một trong những ưu tiên chính trị của Mỹ và tất nhiên cũng là một trong những ưu tiên toàn cầu. Mỹ chắc chắn sẽ hy sinh chính sách của mình đối với Iran vì lợi ích của Pakistan. Nhưng không có vấn đề gì liên quan tới Pakistan và Afghanistan được giải quyết mà lại thiếu vắng sự có mặt của Ấn Độ.

## Cuộc đua "song mã"? và các ứng cử viên
Lúc này tại Ấn Độ có 7 đảng phái chính trị ở cấp quốc gia trong đó có hai đảng cơ bản là Đảng Quốc đại và Đảng đối lập Nhân dân Ấn Độ. Ngoài ra Ấn Độ còn có 47 đảng khu vực và khoảng 400 đảng nhỏ khác. Tất cả các đảng phái này đều cùng nhau đua tranh để giành thắng lợi trong một cuộc bầu cử được coi là lớn nhất và dài nhất thế giới. Tuy nhiên, theo các chuyên gia phân tích thì cuộc tổng tuyển cử tại Ấn Độ đơn thuần chỉ là cuộc đua song mã giữa Đảng Quốc đại và Đảng Nhân dân Ấn Độ.
Đảng Quốc đại đã trở thành một đảng có tính chất toàn cầu với mối quan hệ chặt chẽ với cộng đồng người Do Thái Ấn Độ tại Mỹ, châu Âu và các nước khác. Trong khi đó, Đảng Nhân dân Ấn Độ bị hạ bệ 5 năm trước đó với danh tiếng là một đảng dân tộc với tham vọng quốc tế, thực chất đã đưa Ấn Độ trở thành một cường quốc hạt nhân. Trong khi Đảng Quốc đại đang chuẩn bị đưa Thủ tướng đương nhiệm Manmohan Singh, năm 2009 đã 76 tuổi, làm người lãnh đạo tiếp theo của đất nước thì Đảng Nhân dân Ấn Độ sẽ đưa cựu binh L.K Advani, năm 2009 đã bước sang tuổi 81, lên nắm quyền nếu Đảng này giành thắng lợi. Ấn Độ phải đối mặt với triển vọng mờ mịt với một chính phủ chắp vá mà không có một chính sách đoàn kết trong bối cảnh nền kinh tế bị khủng hoảng và các vấn đề an ninh khu vực và trong nước gia tăng.
Cử tri sẽ có dịp đánh giá lại các chính sách của Đảng Quốc đại trong vòng 5 năm vừa qua trong đó có cả chương trình đảm bảo cho nạn thất nghiệp ở nông thôn trị giá 2,2 tỷ Mỹ kim. Trong khi đó, Đảng Nhân dân Ấn Độ sẽ tập trung vào tình hình an ninh của Ấn Độ sau vụ khủng bố Mumbai vào tháng 11/2008. Đảng này cho rằng chính phủ cầm quyền bấy giờ bất lực trong việc triệt phá chủ nghĩa khủng bố. Đảng đối lập này cũng lên tiếng chỉ trích Đảng Quốc đại trong việc chậm trễ tiến hành đổi mới kinh tế và Thủ tướng Manmohan Singh bị Chủ tịch Quốc hội Sonia Gandhi khống chế.
Nhà phân tích chính trị Tarun Dass nói: "Cả hai Liên minh Tiến bộ Đoàn kết do Đảng Quốc đại dẫn đầu hoặc Liên minh Dân chủ Quốc gia do đảng Nhân dân Ấn Độ dẫn đầu đều điều hành chính phủ liên hợp hoàn tất nhiệm kỳ 5 năm, Liên minh Dân chủ Quốc gia từ năm 1999 đến 2004 và Liên minh Tiến bộ Đoàn kết từ năm 2004 tới 2009. Trong cuộc bầu cử năm 2009, cả hai đều bị mất một số đồng minh nhưng hy vọng sẽ lấy lại được những đồng minh bị mất này và thu phục được những đồng minh khác nếu họ làm tốt trong bầu cử. Điều thú vị trong cuộc bầu cử là nằm ở "Mặt trận thứ ba" bao gồm các đảng nhỏ ở khu vực thuộc các bang miền nam và các đảng phái thuộc cánh tả". Tuy nhiên, tất cả những điều đó có thể sẽ thay đổi. Giới chính trị Ấn Độ hiện nay đang chỉ trích cả hai đảng này vì tội không chịu đổi mới. Hậu quả là, thế hệ trẻ của cả hai đảng này sẽ sớm định hình ra những chính sách mới.

## Mặt trận thứ ba
Mặt trận thứ ba chủ yếu các đảng phái khu vực theo cánh tả. Mặt trận này có thiên hướng liên minh với Đảng Quốc đại cho dù nhà lãnh đạo của Mặt trận, bà Mayawati, người đứng đầu bang Uttar Pradesh, có thể sẽ là một ứng cử viên cho chức vụ thủ tướng. Các đảng khu vực lớn khác bao gồm Đảng Bahujan Samaj và Samajwadi ở bang Uttar Pradesh, phía bắc của Ấn Độ và các đảng thuộc cánh tả khác ở các bang miền đông Ấn Độ bao gồm Đông Bengal và Tripura và bang Kerela thuộc khu vực miền nam.
Các đảng khu vực quan trọng khác có Đảng Telegu Desam ở bang phía bắc Andhra Pradesh và DMK và AIA DMK ở bang bên cạnh Tamil Nadu. Một trong số những đảng này, thường được gọi với cái tên Đảng Quốc đại Dân tộc ở bang phía tây Ấn Độ Maharahtra là các đảng được tách ra từ Đảng Quốc đại. Các đảng phái khu vực ở Ấn Độ đang đóng vai trò quan trọng trong việc hình thành nên chính phủ mới ở nước này - một chính phủ mà theo nhiều chuyên gia chắc chắn sẽ phải là một chính phủ liên hợp.
Nhà phân tích chính trị Arun Dutt nói: "Mặc dù Đảng Quốc đại đang nắm giữ đa số ghế trong Quốc hội từ năm 1984 nhưng sẽ không có một đảng riêng rẽ nào có thể giành được 272 ghế trong Quốc hội Ấn Độ bao gồm 545 ghế. Do vậy, các đảng khu vực đang đóng vai trò nhất định trong việc hình thành nên chính phủ Ấn Độ trong tương lai. Trong cuộc bầu cử năm 2009, các đảng khu vực sẽ đóng vai trò quan trọng trong việc quyết định sẽ ủng hộ cho đảng nào, chỉ có thể sẽ là Liên minh Tiến bộ Đoàn kết hoặc Liên minh Dân chủ Quốc gia".
Kết quả cuối cùng rất khó đoán. Tuy nhiên, theo các cuộc điều tra trước thềm cuộc bầu cử, người ta vẫn nghiêng về một kết quả có lợi cho Liên minh Tiến bộ Đoàn kết do Đảng Quốc đại dẫn đầu. Ông Manmohan sẽ vẫn có thể giữ được chiếc ghế Thủ tướng của mình với chênh lệnh không nhiều và ông sẽ vẫn nằm dưới sự ảnh hưởng của Chủ tịch Quốc hội Sonia Gandhi và con trai của bà Rahul, năm 2009 đã 38 tuổi - người được coi sẽ là nhà lãnh đạo tiếp theo của Đảng Quốc đại.

## Bầu cử, 16/4
Các bang tham gia bỏ phiếu giai đoạn đầu ngày 16/4 bao gồm Andhra Pradesh, Arunachal Pradesh, Assam, Bihar, Jammu và Kashmir, Kerala, Maharashtra, Manipur, Meghalaya, Mizoram, Nagaland, Orissa, Uttar Pradesh, Chhattisgarh, Jharkhand, Lakshadweep, Quần đảo Andaman và Quần đảo Nicobar. Để đảm bảo an toàn cho các cử tri, hơn 2 triệu cảnh sát sẽ được huy động khắp đất nước, đặc biệt sau hàng loạt các vụ tấn công gần đây của những kẻ nổi loạn chủ nghĩa Mao đe doạ phá vỡ cuộc bầu cử.
Theo các nhà phân tích cả hai đảng chính của Ấn Độ, Đảng Quốc đại đang nắm quyền và đảng Nhân dân Ấn Độ, đều không có khả năng giành đủ số phiếu cần thiết để giành chiến thắng trong cuộc bầu cử tại lần này. Cả hai đảng này sẽ phải lệ thuộc vào các đảng nhỏ hơn để thành lập một chính phủ. Ngoài ra còn một mặt trận thứ 3 tham gia bầu cử bao gồm liên minh các đảng cộng sản và khu vực. Nhà phân tích chính trị Rasheed Kidwai nói: "Những gì mà chúng tôi cần là một chính phủ sẽ đưa đất nước vượt qua khỏi những thời kỳ khó khăn này. Vấn đề ở đây là ảnh hưởng của các đảng phái chính trị quốc gia đã giảm sút mạnh mẽ. Trong khi đó, các đảng khu vực, hiện đang củng cố sức mạnh, lại không có tầm nhìn quốc gia cần thiết tại giai đoạn này". Theo các quan chức bầu cử, có ít nhất 55% số cử tri đủ tư cách tham gia bầu cử so với 62% cử tri tham gia trong giai đoạn I. Trong giai đoạn này, có tới 16 người bị sát hại trong các cuộc tấn công của những người nổi loạn chủ nghĩa Mao.

## Bầu cử, 24/4
Thủ tướng Manmahan Singh cùng với khoảng 200 triệu cử tri đã tham gia giai đoạn II của cuộc bầu cử vào thứ năm 23/4. Dưới sự bảo vệ chặt chẽ, Thủ tướng Singh đã bỏ lá phiếu của mình tại điểm bỏ phiếu Guwahati, thành phố lớn thuộc bang Assam. Bang này là mục tiêu tấn công của hàng loạt các cuộc đánh bom do những kẻ li khai tiến hành trong quá trình vận động tranh cử. Giai đoạn II được coi là giai đoạn có quy mô lớn nhất trong tổng số 5 giai đoạn. Trong giai đoạn này, bầu cử được tiến hành tại các bang thuộc vùng nông thôn, trung tâm công nghệ cao Bangalore và một số bang mà lực lượng nổi loạn chủ nghĩa Mao hoạt động mạnh.
Hàng trăm ngàn cảnh sát được huy động để bảo vệ an ninh cho các điểm bầu cử tại miền trung và miền nam Ấn Độ. Tuy nhiên, tại một số nơi bạo lực vẫn diễn ra. Sáng sớm ngày 23/4, những kẻ nổi loạn đã tấn công một bến tàu và đốn ngã cây cối làm vật cản ngáng đường các cử tri đến khu vực bỏ phiếu tại bang Jharkhand. Trước đó ngày 21/4, họ đã bắt giữ một đoàn tàu chở hàng trăm hành khách nhằm biểu dương sức mạnh. Vào cuối ngày 23/4, những kẻ nổi loạn đã cho phát nổ một quả mìn tại bang Bihar, làm 5 cảnh sát bị chết và 6 người khác bị thương. Tại bang miền nam Ahdhra Pradesh, một người đã bị chết và ít nhất hàng chục người bị thương trong một vụ xô xát giữa các phe phái chính trị.
Liên minh đang cầm quyền do Đảng Quốc đại dẫn đầu dường như đang có lợi thế hơn so với Liên minh đối lập do Đảng Dân tộc Ấn Độ dẫn đầu. Tuy nhiên, theo các nhà phân tích, cả hai liên minh này cần phải có được sự hậu thuẫn từ các đảng khu vực để thành lập chính phủ liên hợp